# Antonín Norbert Vlasák
Antonín Norbert Vlasák (10. ledna 1812 Vlašim – 7. prosince 1901 tamtéž) byl český katolický kněz, spisovatel a národní buditel na Podblanicku, proslulý zejména jako autor historických a místopisných studií. Po roce 1836 založil a vedl pamětní knihu vlašimského děkanství, roku 1840 zorganizoval otevření veřejné knihovny ve Vlašimi. V letech 1844-86 působil jako farář v Hrádku nad Blanicí. Zveřejňoval množství místopisných, genealogických, archeologických a heraldických spisů v časopisech (Památky archeologické, Lumír, Časopis katolického duchovenstva), v Riegrově Slovníku naučném i samostatných publikacích (zejména edice Bibliotéka místních dějepisův pro školu a dům). Byl oceňován pro obsáhlou vědeckou činnost i zásluhy o povznesení české kultury na Podblanicku.

## Život
Narodil se 10. ledna 1812 ve Vlašimi. S rodiči se roku 1816 přestěhoval do Prčice, kde chodil na obecnou školu. V roce 1822 byl přijat jako vokalista do Strahovského kláštera. Roku 1824 vstoupil na malostranské gymnázium, o šest let později na filosofii a nakonec roku 1833 do arcibiskupského semináře. Na kněze byl vysvěcen 7. srpna 1836.
V listopadu 1836 se stal kaplanem ve Vlašimi. Zde se zapojil do veřejného života. Pro děkana Antonína Wendera založil pamětní knihu, kterou podle tehdy vydaného nařízení nejvyššího purkrabího Karla Chotka muselo vést každé děkanství. Zpracoval do ní i materiály, které mu zpřístupnil kníže Aueršperk ve svém rodovém archivu. Roku 1840 založil ve Vlašimi s podporou vrchního Františka Braunera, aktuára V. Škvora i samotného knížete Aueršperka veřejně přístupnou školní knihovnu s cílem šířit mezi místní obyvatelstvo kvalitní literaturu.
V lednu 1844 se stal duchovním správcem (farářem) v Hrádku nad Blanicí. Ve volném čase se věnoval církevnímu místopisu, genealogii, archeologii a heraldice. Navštěvoval města a vesnice v čáslavském a táborském kraji, popisoval jejich památky, studoval topografickou literaturu. Vedl pamětní knihu obce Domašín. Byl rovněž veřejně činný. Po roce 1848 se zapojil do vytváření obecní samosprávy a do roku 1855 působil jako první starosta obcí Hrádek a Ctiboř. Od roku 1865 zasedal ve vlašimském okresním zastupitelstvu. 23 let působil jako předseda volební komise pro říšskou radu a český sněm. Publikační činnost jej přivedla do odborných společností — stal se dopisujícím členem sboru Českého musea pro vědecké vzdělání české řeči a literatury, členem Umělecké besedy, spolku pro statistiku polního a lesního hospodářství aj.
Roku 1881 se stal sekretářem vlašimského vikariátu arcibiskupské konsistoře a o pět let později arcibiskupským notářem.
Zemřel 7. prosince 1901 ve Vlašimi. Pohřben byl nejprve na starém hřbitově, později byly jeho ostatky přemístěny do kostelní krypty.

## Dílo
V letech 1844-1870 byl jedním z nejpilnějších přispěvatelů do českých časopisů v oboru místopisu, zvláště církevního, archeologie, genealogie a heraldiky. Z jeho článků můžeme jmenovat např.:
- Historický popis bývalého panství Vlašimského (Lumír 1852)[9]
- Votice (Lumír 1853)[10]
- Okres Vlašimský (řada článků v časopise Památky archeologické 1855)[11]
- Románské kostely v Černikostele, Pravoníně a Načeraci, památky archeologické 2, 1856-57, s. 314-319
- Hrady Týnec a Kostelec nad Sázavou a jejich okolí (Památky archeologické 1859)[12]
- Hrádek nad Sázavou (nyní Komorní Hrádek) a celé jeho okolí (Památky archeologické 1859)[13]
- Kostelec nad Černými Lesy, Památky archeologické 5, 1863, s. 346-353
- Benediktinský klášter sv. Prokopa nad Sázavou, Památky archeologické 9, 1871-73, s. 489-504, 603-610

Po roce 1873 byl redaktorem edice Bibliotéka místních dějepisů, pro kterou napsal některé knihy (např. úvodní Okres votický).
Knižně vyšly např.:
- Okres Votický : nástin statisticko-historický (1873)
- Okres Benešovský : nástin statisticko-historický (1874)
- Okres Vlašimský : nástin historicko-archeologický (1874)
- Okres Neveklovský : nástin statisticko-historický (1875)
- Okres Sedlčanský : nástin historicko-archaeologický (1876)
- Okres Sedlecký v Táborsku : nástin historicko-archaeologický (1879)
- Okres Dolno-Kralovický v Čáslavsku : nástin historicko-archaeologický (1884)
- Okres Uhlířsko-janovický v Čáslavsku : nástin historicko-archaeologický (1885)
- Ze starých dějin města Benešova : archeologicko-historický nástin (1898)
- Hrad český Šternberk nad Sázavou a jeho okolí (1901)

### Význam a ocenění
Vlasák byl během života i po smrti oceňovaný za zásluhy o povznesení kultury na Vlašimsku. Prováděl osvětovou činnost, probouzel lásku k jazyku i národu. Shromáždil obsáhlý topografický materiál.
Získal čestné občanství ve Vlašimi a Domašíně.
Na jeho rodném domě na Žižkově náměstí ve Vlašimi je umístěna pamětní deska. Jeho jméno nese i místní vlastivědný spolek.

### Příbuzenstvo
- Synovec Antonín Norbert Vlasák (1855-1928) byl kronikářem v Louňovicích pod Blaníkem.[18]